# James Allen (homme politique néo-zélandais)
Pour les articles homonymes, voir James Allen et Allen.
Sir James Allen, né le 10 février 1855 à Adélaïde et mort le 28 juillet 1942 à Dunedin, est un homme politique néo-zélandais, député de 1887 à 1920, plusieurs fois ministre entre 1912 et 1920, Haut-commissaire de la Nouvelle-Zélande au Royaume-Uni et représentant de la Nouvelle-Zélande à la Société des Nations de 1920 à 1926 et membre de la chambre haute de 1927 à 1941.

## Fonctions
- 1886-1890 : député de Dunedin East
- 1892-1920 : député de Bruce
- 1912-1915 : ministre des Finances, de l'Éducation, de la Défense
- 1915-1919 : ministre de la Défense
- 1919-1920 : ministre des Finances, de la Défense, des Affaires extérieures
- 1920-1926 : Haut-commissaire de la Nouvelle-Zélande au Royaume-Uni et représentant de la Nouvelle-Zélande à la Société des Nations
- 1927-1941 : membre du Conseil législatif

## Distinctions
- 1917 : Chevalier de l'Ordre du Bain
- 1926 : Chevalier grand-croix de l'Ordre de Saint-Michel et Saint-Georges
- 1936 : Médaille du jubilé d'argent de George V